# Jesničánky
Jesničánky (deutsch Klein Jesnitschan) ist eine Grundsiedlungseinheit der Stadt Pardubice im Okres Pardubice in Tschechien. Sie liegt zweieinhalb Kilometer südlich des Stadtzentrums von Pardubice und gehört zum Stadtteil Pardubice V.

## Geographie
Jesničánky befindet sich zwischen der Chrudimka und dem Jesenčanský potok auf der Heřmanoměstecká tabule (Hermannstädtler Tafel). Durch den Ort führt die Staatsstraße II/324 zwischen Pardubice und Chrudim. Westlich liegt der Flughafen Pardubice. 
Nachbarorte sind Skřivánek und Višňovka im Norden, Pardubičky im Nordosten, Drozdice und Černá za Bory im Osten, Nemošice und Ostřešany im Südosten, Dražkovice und Blato im Süden, Staré Jesenčany und Starý Mateřov im Südwesten, Nové Jesenčany im Westen sowie Svítkov und Dukla im Nordwesten. 

## Geschichte
Im Zuge der Raabisation wurde zwischen 1780 und 1783 nördlich von Jesničany auf der Teichstätte des trockengelegten Jesnitschaner Teiches die Dominikalsiedlung Neu-Jesnitschan angelegt. Die Siedler waren Emigranten aus Schlesien und der Grafschaft Glatz, die vor dem preußischen Joch nach Böhmen ausgewandert waren. Die Siedlung wuchs noch weiter nach Norden, die auf Pardubitzer Gemarkung westlich der Chrudimer Straße errichteten Häuser wurden Klein-Jesnitschan genannt.
Im Jahre 1835 bestand das im Chrudimer Kreis gelegene Dorf Klein-Jesnitschan bzw. Mala Gezničan aus sechs Häusern, in denen 47 Personen lebten. Pfarrort war Pardubitz. Bis zur Mitte des 19. Jahrhunderts blieb Klein-Jesnitschan der k.k. Kameralherrschaft Pardubitz untertänig. 
Nach der Aufhebung der Patrimonialherrschaften bildete Malé Jesenčany / Klein-Jesnitschan ab 1849 eine Ansiedlung der Stadt Pardubitz im Gerichtsbezirk Pardubitz. Ab 1868 gehörte das Dorf zum Bezirk Pardubitz. Seit dem Ende des 19. Jahrhunderts entstand östlich der Chrudimer Straße eine Vorstadtsiedlung. Diese wurde später auf die Westseite der Straße ausgedehnt. Seit den 1920er Jahren wird die Siedlung als Jesničánky bezeichnet. Bei der Neugliederung von Velké Pardubice wurde Jesničánky 1949 dem II. Stadtbezirk zugeordnet. 1991 lebten 1919 Personen in Jesničánky. Beim Zensus von 2001 bestand Jesničánky aus 543 Häusern und hatte 1820 Einwohner. 

## Ortsgliederung
Jesničánky gehört zum Stadtteil Pardubice V und zum Ortsteil Zelené Předměstí.
Jesničánky ist Teil des Katastralbezirkes Pardubice.